# Danndorf (Gemeinde Münzbach)
Danndorf ist eine Ortschaft in der Katastralgemeinde Innernstein in der Marktgemeinde Münzbach im Bezirk Perg in Oberösterreich.

## Geografie
Die Rotte Danndorf mit 12 Häusern und 35 Einwohnern (Stand: 2025) befindet sich südwestlich von Schloss Innernstein und der Ortschaft Sulzbach auf etwa 400 m ü. A.
Sie grenzt innerhalb der Katastralgemeinde Innernstein im Süden und Osten an die Ortschaft Innernstein, im Norden an die Ortschaft Sulzbach und im Westen an die Ortschaft Pilgram in der ebenfalls zur Marktgemeinde Münzbach zählenden Katastralgemeinde Münzbach.
Danndorf gehört zur oberösterreichischen Raumeinheit Aist-Naarn-Kuppenland.

## Kleindenkmal
In der Ortschaft befindet sich das Kleindenkmal Luger-Kapelle, das 1970 an der Stelle eines einfachen Bildstocks errichtet worden ist. Die Statue Maria mit dem Kind ist aus Naturholz.